# 切茜尔·梅默尔

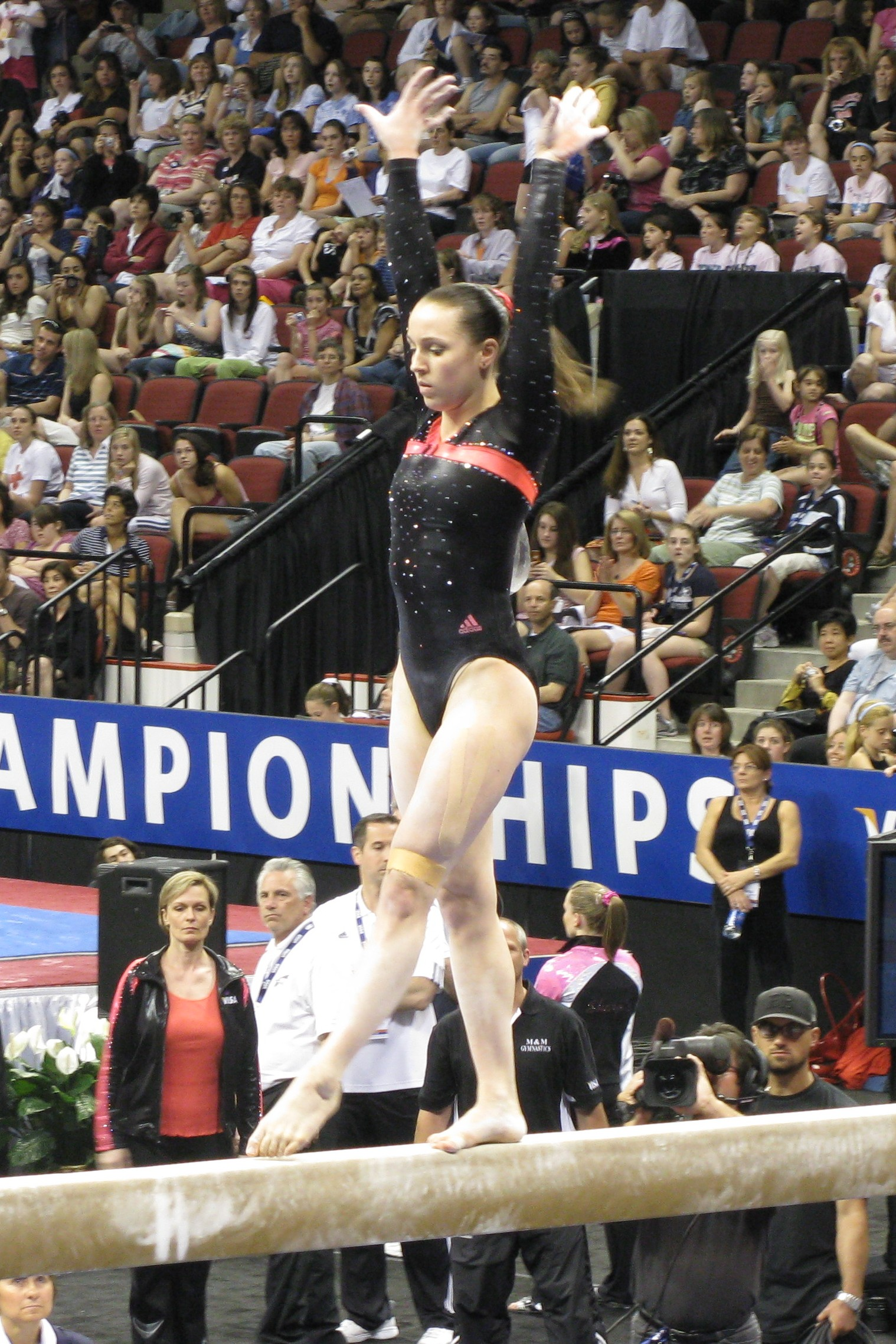
Chellsie Memmel

切尔茜·梅默尔（英語：Chellsie Memmel，1988年6月23日—）美国女子体操运动员。曾在2008年入选北京奥运美国女子体操队阵容，在奥运期间收获女子团体的银牌。
她於2012年退役。
2022年入選國際體操名人堂